# Кого это волнует?
«Кого это волнует?», иногда также «Кому какое дело?» (англ. Who Cares?) — одноактный балет Джорджа Баланчина на музыку Джорджа Гершвина в оркестровке Херши Кея. Название балету дано по песне Джорджа и Айры Гершвинов Who Cares? (1931), использованной для последнего дуэта.
Премьера спектакля состоялась 5 февраля 1970 года в Линкольн-центре, на сцене Театра штата Нью-Йорк в исполнении артистов Нью-Йорк Сити Балле, дирижёр Роберт Ирвинг, пианист Гордон Болцнер (Gordon Boelzner). Главные партии исполнили Жак д’Амбуаз, Патриция Макбрайд, Марни Моррис и Карин фон Арольдинген. 
В вечер премьеры мэр города Джон Линдси вручил Баланчину Медаль Генделя — высшую награду Нью-Йорка в области культуры.

## Хореография
«Кого это волнует?» — один из самых романтичных и безмятежных балетов хореографа. Вслед за такими балетами, как «Западная симфония» (1954) и «Звёзды и полосы» (1958), он составляет баланчинскую «американу», своеобразную дань балетмейстера своей новой родине. 
Как и во многих других одноактных бессюжетных балетах хореографа, хореография выстроена вокруг четырёх элементов, – но здесь это не пары (танцовщик и балерина), а исполнители-солисты: юноша и три его партнёрши, в окончательной версии балета не взаимодействующие ни друг с другом, ни с кордебалетом.  
Хореограф не стал делать из постановки ностальгию по ревущим двадцатым и легендарной весёлой жизни, пришедшей к концу с началом Великой депрессии. Ритм Манхэттена и настроение Бродвея угадываются, но не даны в полную силу. Жизнерадостные вариации и беспечные, сексапильные танцы кордебалета здесь соседствуют с дуэтами, полными лиризма, когда в дуэтах-свиданиях юноша (Жак д’Амбуаз) флиртует с тремя девушками (Патриция Макбрайд, Марни Моррис и Карин фон Арольдинген) по очереди. В целом непринуждённая атмосфера навевает образы вечеринок нью-йоркских пентхаусов, старлеток из Ревю Зигфелда и Фреда Астера, улыбающегося очередной красотке.

## Оформление
Первоначально балет шёл без декораций – оформление Джо Милзинера было добавлено чуть позднее, в ноябре 1970 года. В 1983 году по желанию Баланчина костюмы Варвары Каринской были заменены на костюмы Бена Бенсона.

## Музыка
Баланчин был лично знаком с Гершвином — в 1937 году тот пригласил его в Голливуд для создания хореографии на свою музыку к фильму «Безумства Голдвина» (Goldwyn’s Follies). Композитор не закончил свою часть работы: в начале июля он был госпитализирован и затем скоропостижно скончался. 
Три с лишним десятилетия спустя Баланчин решил обратиться к сценическому воплощению музыки Гершвина. «Кого это волнует?» — его единственный балет на музыку этого композитора. 
Создавая оркестровку песен, Херши Кей опирался на аранжировки, сделанные самим Гершвином. К моменту премьеры было оркестровано всего два номера — Strike up the Band, начинающий балет, и I Got Rhythm, заканчивающий его. Предпоследний номер, Clap Yo' Hands, (позднее Баланчин убрал его из балета) танцевался солистами под аудиозапись в исполнении самого композитора. 
В балете используется музыка 16 (первоначально 17) песен  из джазового стандарта Джорджа Гершвина, написанных в период 1924—1931 годов: Strike Up the Band (1927), Sweet and Low Down (1925), Somebody Loves Me (1924), Bidin' My Time (1930), ’S Wonderful (1927), That Certain Feeling (1925), Do Do Do (1926), Oh, Lady Be Good! (1924), The Man I Love (1924), Stairway to Paradise (1922), Embraceable You (1930), Fascinating Rhythm (1924), Who Cares? (1931), My One and Only (1927), Liza (1929), Clap Yo' Hands (1926), I Got Rhythm (1930). 
Балетный критик Клайв Барнс в своей рецензии на премьеру отметил, что Гордон Болцнер доказал, что может играть джазовые композиции не хуже, чем Шопена — однако сама музыка Гершвина не вдохновляет Баланчина так, как музыка Брамса.

#### Очерёдность номеров
- Strike Up the Band[англ.] — увертюра
- Sweet and Low Down — общий танец (10 танцовщиц кордебалета и 5 пар корифеев)
- Somebody Loves Me[англ.] — женский кордебалет
- Bidin' My Time[англ.] — вальс корифеек
- ’S Wonderful — корифеи
- That Certain Feeling[англ.] — корифеи: 1, 2 и 3-я пары
- Do Do Do[англ.] — корифеи: 4 и 5-я пары
- Lady Be Good![англ.] — общий танец
- The Man I Love[англ.] — 1-й дуэт (Жак д’Амбуаз и Патриция Макбрайд)
- I'll Build a Stairway to Paradise[англ.] — вариация 3-й солистки (Карин фон Арольдинген)
- Embraceable You[англ.] — 2-й дуэт (Жак д’Амбуаз и Марни Моррис)
- Fascinatin' Rhythm[англ.] — вариация 1-й солистки (Патриция Макбрайд)
- Who Cares?[англ.] — 3-й дуэт (Жак д’Амбуаз и Карин фон Арольдинген)
- My One and Only[англ.] — вариация 2-й солистки (Марни Моррис)
- Liza[англ.] — вариация солиста (Жак д’Амбуаз)
- Clap Yo' Hands[англ.] — солист и 3 солистки (номер изъят из балета в 1976 году)
- I Got Rhythm — общий танец (10 танцовщиц кордебалета, 5 пар корифеев, 4 солиста)

## Постановки в других театрах
См. также: Список постановок балета (англ.)
- 1971 — Женевский балет, Большой театр Женевы, Швейцария
- 1974 — Балет Пенсильвании, Филадельфия, США (1984, 1989 1996, 2000)
- 1980 — Балет Цюриха[англ.], Цюрихская опера, Швейцария
- 1984 — Английский национальный балет, Лондон (1997, 1999, 2001, 2006)
- 1986 — Балет Ричмонда[англ.], Вирджиния, США (1990, 1994, 2001, 2006)
- 1987 — Американский театр балета, Нью-Йорк, США
- 1987 — Базельский балет, Швейцария (1988)
- 1988 — Балле-дю-Нор[фр.], Рубе, Франция (1990)
- 1988 — Городской театр Мальмё, Швеция
- 1988 — Южноафриканский балет, ЮАР (1992, 1996, 1999, 2004, 2007)
- 1989 — Балет Немецкой оперы, Западный Берлин
- 1990 — Балет Милуоки[англ.], Висконсин, США (1995, 1996, 1999)
- 1990 — Шотландский балет, Глазго, Великобритания (1992)
- 1991 — Бостонский балет[англ.], Массачусетс, США (1995, 2004)
- 1991 — Балет Техаса[англ.], США (1994, 2003)
- 1991 — Heinz Bosl Stiftung, молодёжная труппа Баварского балета
- 1992 — Балет Гонконга[англ.] (1994)
- 1992 — Пасифик-Норсвест Балет[англ.], Сиэтл, США (1994, 1995 1996)
- 1992 — Балет Сан-Франциско[англ.] (1994, 2004, 2005, 2007)
- 1993 — Балет Исландии
- 1993 — Балет Майями[англ.], Флорида, США (1994, 1996, 1997, 1998)
- 1993 — Балет Нью-Джерси[англ.], Ливингстон, США
- 1994 — Балет Оклахомы[англ.], Оклахома-Сити, США
- 1994 — Балет Сан-Хосе[англ.], Калифорния, США (2002)
- 1994 — Балет Монте-Карло[англ.], Монако
- 1994 — Балет Питтсбурга[англ.], Пенсильвания, США (1997, 2007)
- 1994 — Королевский балет Новой Зеландии[англ.]
- 1995 — Балет Джеймса Сьюэлла[англ.], Миннеаполис, США (1999)
- 1995 — Балет Монтаны, США
- 1996 — Балет Цинциннати[англ.], Огайо, США (2000, 2006)
- 1996 — Юнивёрсал-балет, Сеул, Южная Корея
- 1997 — Балет Сарагосы[исп.], Испания
- 1997 — Балет Сакраменто[англ.], Калифорния (2004, 2007)
- 1998 — Марсельский национальный балет (2001, 2003)
- 1998 — Балет Каролины[англ.], Северная Каролина, США (2002, 2006)
- 1998 — Балет Чарлстона, Южная Каролина, США
- 1998 — Балет Сан-Диего, Калифорния, США (1999)
- 1998 — Городской театр Флоренции, Италия (2002)
- 1999 — Балет Анкары[англ.], Турция
- 1999 — Балет Аспена[англ.], США
- 1999 — Театр танца Сингапура[англ.]
- 2000 — Баварский государственный балет, Мюнхен, Германия
- 2000 — Балле-дю-Капитоль[фр.], Тулуза, Франция (2003, 2005)
- 2000 — Балет Колорадо[англ.], Денвер, США
- 2001 — Балет театра «Ла Скала»[англ.], Милан, Италия
- 2001 — Западный балет[англ.], Солт-Лейк-Сити, США (2005)
- 2001 — Балет Талсы[англ.], Оклахома, США
- 2002 — Балет Остина[англ.], Техас, США
- 2002 — Пражский национальный балет[англ.], Чехия
- 2002 — Китайский национальный балет, Пекин
- 2002 — Национальный балет Португалии[англ.], Лиссабон
- 2002 — Софийская опера, Болгария (2004)
- 2002 — Филиппинский балет[англ.], Манила
- 2003 — Балет Луисвилла[англ.], Кентукки, США
- 2003 — Токийский балет[англ.], Япония
- 2004 — Балет Дессау, Германия
- 2004 — Большой театр Бордо, Франция
- 2004 — Голландский национальный балет[англ.], Амстердам
- 2004 — Балет Нового Орлеана, США
- 2005 — Театр «Колон»,  Буэнос-Айрес, Аргентина
- 2006 — Балет Альберты[англ.], Канада
- 2006 — Балет Мадисона[англ.], Висконсин, США
- 2006 — Балет Орегона, Портленд, США
- 2007 — Балет Невады[англ.], Лас-Вегас, США
- 2007 — Балет Орландо, Флорида, США
- 2008 — Балет Сантьяго[англ.], Чили
- 2008 — Балет Лос-Анджелеса[англ.], США
- 2008 — Новосибирский театр оперы и балета, Россия; в главной партии выступил Игорь Зеленский[2]

(*) — в скобках указан год возобновления.